# Acordul Sykes–Picot
     Zona de ocupație franceză.
     Zona de ocupație britanică.
     Zona de ocupație rusă.
     Zona "A" - protectorat francez.
     Zone "B" - protectorat britanic.
     Zone internationale.

Acordul Sykes–Picot (16 mai 1916)
Legenda:
Zona de ocupație franceză.
Zona de ocupație britanică.
Zona de ocupație rusă.
Zona "A" - protectorat francez.
Zone "B" - protectorat britanic.
Zone internationale.

Acordul Sykes–Picot din 1916 a fost o înțelegere secretă între guvernele Angliei și Franței, cu aprobarea Imperiului Rus, prin ministrul său de externe Serghei Sazonov (în rusă Сергей Дмитриевич Сазонов), care venea să definească sferele de influență și control privind teritoriile care urmau să fie extirpate din trupul „Omului bolnav”, sintagma care reprezenta Imperiul Otoman în timpul Primului război mondial..

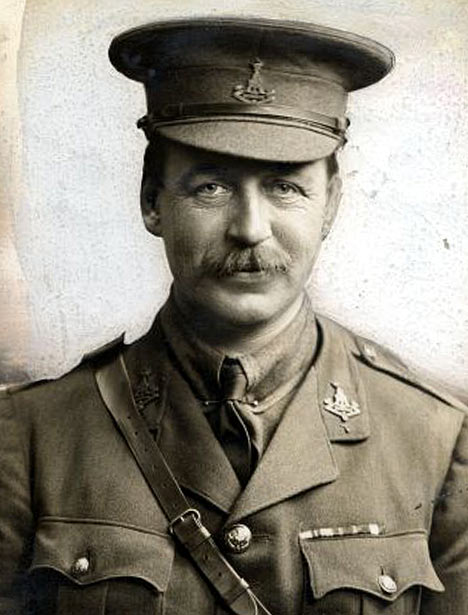
Sir Mark Sykes, al VI-lea Baronet Sykes (1879-1919)
(1918).

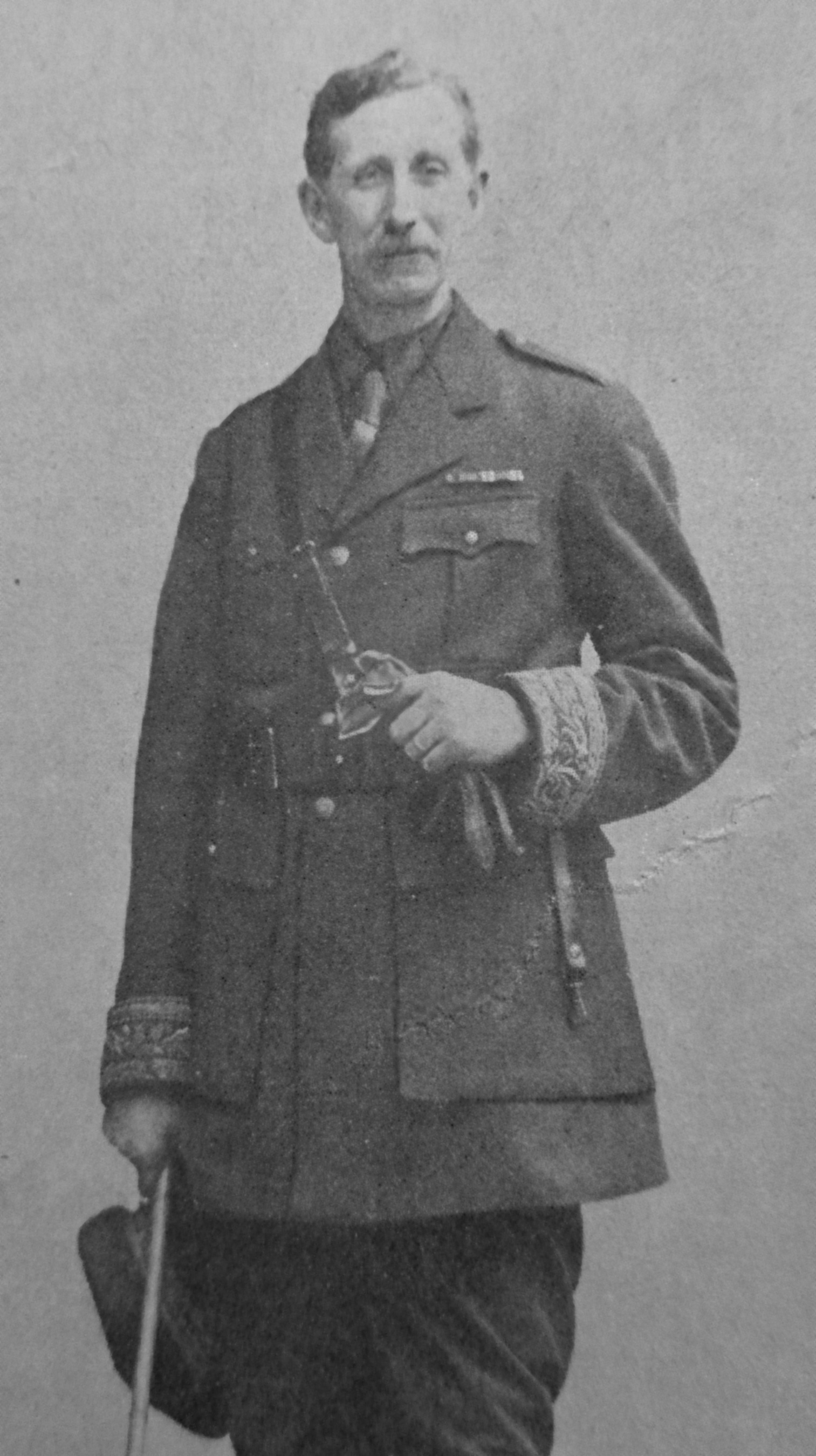
François Georges-Picot, din "L'Illustration", 26 ianuarie 1918.

## Situația istorică
După aproape doi ani de beligeranță, în mai 1916 începuse să se întrevadă sfârșitul Războiului, care urma să definitiveze ineluctabila dezmembrare a Imperiului Otoman. Marea Britanie și Franța au decis divizarea Orientului Mijlociu în zone de interese de tip colonial printr-un plan care urma să creeze ad-hoc o serie de state arabe  sau, eventual, o confederație de state arabe. 
La 16 mai 1916 s-a ajuns la o înțelegere secretă trasată în linii mari de către reprezentanții  Marii Britanii, Sir Mark Sykes, și Franței, François Georges-Picot.

## Planul de împărțire a Imperiului Otoman conform Acordului Sykes-Picot
Acordul Sykes-Picot a împărțit Imperiul Otoman în zone de ocupație bazate pe interesele geo-politice franceze și britanice și a făcut abstracție de componența etnică, etosul și aspirațiile naționale și religioase ale locuitorilor.
- Marea Britanie urma să preia controlul asupra teritoriilor pe care - în linii mari - se găsesc astăzi Iordania, sudul Irakului și o mică zonă în Palestina, în jurul portului și golfului Haifa, pentru a-și asigura accesul la Marea Mediterană.
- Franța, la rândul ei, urma să preia controlul asupra teritoriilor din sud-estul Turciei, nordul Irakului, Siria și Libanul.
- Rusia ar fi urmat să primească Constantinopolul, Strâmtorile Turcești și partea rămasă otomană a Armeniei, (al cărei popor aspira la independență și la unirea tuturor regiunilor în care locuia, sprijinit formal, mai ales, de către francezi)

### Teritoriile detașate de facto din fostul Imperiu Otoman după 1918
După 1918, cu excepția Turciei, care și-a păstrat Anatolia, Antalia, Rumelia (Sudul Balcanilor), strâmtorile Bosfor și Dardanele, jumătate din insula Cipru, 1/4 din Kurdistan etc, s-a definitivat partajarea fostului Imperiu Otoman în mai multe formații statale, între care: 
- Transiordania a fost separată de restul Palestinei istorice și cedată dinastiei hashemite, ca despăgubire pentru pierderea regatului ei de origine din Hedjaz.
- Irakul, aproximativ Mesopotamia istorică, fost centru al Califatului Abbasid, populat de arabi suniți și șiiți aflați într-un aprig conflict istoric, o mică minoritate de neo-asirieni sau neo-caldeeni creștini, cuprinzând o parte din Kurdistan, cu proprii și puternice aspirații de independență națională.
- Siria, regiunea Sham, centru islamic sunit al Califatului Omeiazilor de odinioară, deținând la început și Libanul (cu profil multiconfesional) care nutrea vădite pretenții teritoriale față de vecinii din sud și din nord, în numele aspirației spre o Sirie Mare.
- Palestina - pe baza Declarației Balfour din 2 noiembrie 1917 care promitea evreilor un „Cămin național evreiesc” în Palestina, Liga Națiunilor i-a acordat Marii Britanii un mandat special pentru realizarea acestei ținte, dar interesele colonialiste britanice intraseră în contradicție cu solemnele declarații anterioare și cu mandatul primit și, conform anticului principiu „divide et impera” (în latină dezbină-i ca să-i poți conduce) au exploatat și uneori, creat, o atmosferă conflictuală menită să fie irezolvabilă și să necesite intervenția și prezența britanică permanentă în regiune.[5]

### Colonialismul occidental pretextat desuperioritatea moralăși deliberalismul democratic
Puterilor semnatare le revenea dreptul de a decide asupra modului de împărțire a teritoriilor cucerite, după bunul plac și propriile interese. Palestina urma să primească un statut de administrație internațională, în acord cu Rusia și Șeriful din Mecca.
Documentele secrete ale acordului Sykes–Picot au încăput pe mâinile otomanilor (s-a lansat zvonul că după Revoluția Rusă din 1917 documentele acordului au fost găsite de sovietici în arhivele ministerului de externe al Rusiei și negociate cu Imperiul Otoman în schimbul unor avantaje) care le-au transmis șeicilor arabi, fapt care a destrămat marea insurecție arabă anti-otomană organizată de britanici.
Odată deconspirat, autorii acordului Sykes–Picot au declarat că nu a fost vorba de un acord concret, ci de un schimb de păreri care nu au fost aplicate. În realitate, doi ofițeri cartografi, un maior britanic și un căpitan francez, au luat o hartă, o riglă și un creion neascuțit suficient și au trasat linii care au devenit ulterior granițe de state și interminabile subiecte de litigii sângeroase. Între granițele astfel trasate s-au format noi popoare, cu narativ propriu - parțial, real și parțial, fictiv - și aspirații teritoriale în afara granițelor stabilite (irakienii, care consideră Kuweitul ca parte integrală a Irakului, palestinienii ș.a.); poporul kurd a fost împărțit între patru state, Turcia, Siria (dominație franceză), Irak și Iran (dominație britanică), localități și familii (clanuri, arabă hamule, s-au nimerit sub grosimea liniei de creion - localitatea Rafah a fost tăiată în două de granița dintre Sinai (Egipt) și Palestina, actualmente Israel, respectiv interlandul Hamas din Fâșia Gaza, unde cele două părți ale orașului s-au reunit prin peste o mie de tuneluri de contrabandă; „fermele Șaba”, la intersecția granițelor dintre Siria, Liban și Palestina (Israel), au rămas un permanent măr al discordiei într-o zonă cu mare potențial exploziv, etc.
„Periodic, reapare spectrul unui nou „Acord Sykes-Picot” de împărțire a Orientului Apropiat impusă din afară. Pretenția occidentală de superioritate morală fondată pe implementarea democrației și a liberalismului pare a fi o sinistră mistificare. Posibil că aceasta este cea mai nefastă consecință a evenimentelor care sunt reactualizate cu regularitate din perioada 1916-1920 (în franceză : Périodiquement, le spectre d’un nouveau « Sykes-Picot » ou partage du Proche-Orient imposé de l’extérieur resurgit. La prétention occidentale d’une supériorité morale fondée sur l’application de la démocratie et du libéralisme apparaît alors comme une sinistre mystification. C’est peut-être la conséquence la plus néfaste des choix de la période 1916-1920, régulièrement renouvelés depuis). ”—Prof. Henry Laurens de la Collège de France
.